# Albert Grey, 4. Earl Grey
Albert Grey, 4. Earl Grey (28. november 1851 – 29. august 1917) var en engelsk adelsmand og politiker, der var Canadas generalguvernør som den niende efter den canadiske konføderation.
Grey rejste usædvanligt meget rundt i Canada og var aktiv i canadisk politik især med hensyn til national samling, og han tog en række initiativer, hvoraf det mest berømte nok er indstiftelsen af den canadiske football-turnering Grey Cup.
1. ↑  Navnet er anført på engelsk og stammer fra Wikidata hvor navnet endnu ikke findes på dansk.
2. ↑  Navnet er anført på engelsk og stammer fra Wikidata hvor navnet endnu ikke findes på dansk.
3. ↑  Navnet er anført på engelsk og stammer fra Wikidata hvor navnet endnu ikke findes på dansk.
4. ↑  Navnet er anført på svensk og stammer fra Wikidata hvor navnet endnu ikke findes på dansk.